# Рудолф II фон Дипхолц
Рудолф II фон Дипхолц (на немски: Rudolf II von Diepholz; * пр. 1262; † 1303/1304) е господар на Дипхолц.
Той е син на господар Йохан I фон Дипхолц († сл. 1265) и съпругата му графиня Хедвиг фон Роден († сл. 1246), дъщеря на граф Хилдеболд II фон Роден-Лимер († ок. 1228) и Хедвиг фон Олденбург-Олденбург († сл. 1250).
Брат е на Конрад I фон Дипхолц († сл. 1302), господар на Дипхолц, на духовниците Ото († 1310) и Готшалк († 1314), Ода († сл. 1326), омъжена за Лудолф VI фон Щайнфурт († 1308), и на Елизабет († 1292), монахиня в Обернкирхен.

## Фамилия
Рудолф II фон Дипхолц се жени през 1275 г. за графиня Агнес фон Клеве (* 1232; † 1 август 1285), вдовица на Бернхард IV от Липе († 1275), дъщеря на граф Дитрих VI фон Клеве († 1260) и маркграфиня Хедвиг фон Майсен († 1249). Бракът е бездетен.
Той се жени втори път сл. 1 август 1285 г. за принцеса Марина Валдемарсдотер Шведска († сл. 1299), дъщеря на крал Валдемар от Швеция († 1302) и принцеса София Датска († 1286). Бракът е бездетен.